# 黃鎮台
黃鎮台（1948年10月17日—），出生於台南市，成長於高雄市，原籍為浙江新昌；初、高中就讀於高雄市高雄中學、台北市建國中學；大學就讀於國立台灣大學化學系；大學畢業後，赴美深造，其專長領域為物理化學。爾後歸國歷任官學界要職。曾任教育部高教司長、教育部次長、行政院研考會副主委、逢甲大學校長、行政院國科會主委、東吳大學校長、中華職棒大聯盟會長、國家政策研究基金會科經組召集人。

## 生涯

### 教育部次長時期
1994年4月中國文化大學發生美術系罷課事件，5月30日，教育部派時任常務次長的黃鎮台協調，黃鎮台與學生徹夜長談，人格保證「一定妥善處理提出明確交代」，時任美術系系主任許坤成辭職下台，學生結束歷史性的罷課。

### 逢甲大學時期
- 1995/08/01 出任逢甲大學第六任校長。
- 1995/09 ，成立「校園環境改善小組」，推動「校園環境改善計畫」，從教學生活空間，校園景觀、機電設備三方面著手。建立全校性步道系統和戶外休憩空間，強化校園整體景觀特色，美化校舍，增添設備，強化基本教學設施，並發展校內通訊及資訊網路系統，改善師生教學、研究環境品質及教職員工作環境。
- 1996/02，與財團法人資訊工業策進會合作，成立全國唯一中部「資訊中心」，俾利學校資源爭取、研發工作、校譽提昇及外界認同。並響應政府提倡科技南移政策，服務中部地區工商業各界及電腦使用者。
- 積極推動之「即時性載具GIS導航及派遣管制系統」、是國內第一套結合GIS電子地圖、GPS定位及集群無線電傳輸的整合性汽車導航系統，結合國科會、業界與學校六十餘位研究人力、與一億兩千萬元之資源，為國內首宗大規模產學合作的系統整合工作，更是國內自從推動產官學合作研發以來的最佳成功範例。
- 1996 年成立「領導知能發展中心」，為國內首見。目的在於教導學生認識自我，尊重別人，面對異見時能善意溝通，面對挫折時，能激發潛能接受挑戰。除充分利用校內師資設備外，並廣邀校外學者專家，如：李遠哲、張忠謀、劉兆玄、毛治國、徐重仁等各界卓越人士蒞校擔任講座。
- 1998/02，轉任國科會主任委員。
- 2000/05，返回逢甲大學，專任教授。
- 2008/10，辭去教授職務，出任東吳大學校長。

逢甲大學秘書處 （页面存档备份，存于）

### 東吳大學時期
2008年，出任東吳大學校長一職，在致詞時表示：要培養學生獨立思考和創造的能力，此外也要打造一個不喧嘩、能接納不同意見、『自尊尊人』的校園環境
，同時也提倡學生去參與對社會有貢獻的事情，但也要三思而後行，不是隨之起伏。
但在任內與東吳大學董事會理念不合，例如董事會莫名擱置校務會議通過之城中校區擴增購地案(此有時效性之購地案本為使校地狹小侷促之城中校區有更多發展空間，而且經董事會委由三位董事組成評估小組，評估後認為確實有需購地擴增校地，但最後卻不了了之)、董事會干預校務等，於2011年主動辭去東吳大學校長的職務。

### 中華職棒會長時期
自2012年3月12日接任中華職棒會長之後，進行一連串的改革與新措施，包括成功推動過去多年來無法推動的亞洲冬季棒球聯盟的產生 、幫助興農牛隊順利找到買主 、尋求大企業加入中職、廢除「尼洛條款」與「叛將條款」、宣布中職正式承認台灣大聯盟的球賽紀錄......等。網路上人稱「鎮神」。
2013年12月4日，以「管理創新」成功改革中華職棒聯盟而獲得「經理人月刊」所頒發的「年度100MVP經理人」。
2014年7月25日，因為中華職棒轉播爭議問題，在棒協人士及政治力施加壓力下，主動辭去中華職棒會長一職，並將時任秘書長陳俊池轉任諮詢委員，會務由副秘書長王惠民暫代。繼任者為前桃園縣縣長吳志揚，於12月30日獲中華職業棒球大聯盟球團常務理事推舉，擔任中華職棒會長，並於2015年2月4日上任。

## 家族
配偶：孫璐西，中華民國前行政院院長、總統府資政孫運璿之女，台灣大學食品科技研究所特聘教授，兩人育有一子一女。
子：黃兆祺，國立陽明交通大學生物資訊與系統生物研究所副教授。

## 外部連結
- 逢甲大學秘書室介紹黃鎮台 （页面存档备份，存于）
- 東吳大學校長交接 黃鎮台走馬上任 （页面存档备份，存于）
- 黃鎮台》當校長 用聊天建立師生互信[永久]
- 大學教學卓越計畫 逢甲東吳獲補助最多 （页面存档备份，存于）
- 黃鎮台養生》幽默黃鎮台 吃靠孫璐西 （页面存档备份，存于）

| 教育職務                           | 教育職務                                                    | 教育職務                           |
| ---------------------------------- | ----------------------------------------------------------- | ---------------------------------- |
| 逢甲大學                           |                                                             |                                    |
| 前任： 楊濬中                      | 逢甲大學校長 第六任 1995年8月1日－1998年2月5日              | 繼任： 劉安之                      |
| 東吳大學                           |                                                             |                                    |
| 前任： 馬君梅（代理） 正任：劉兆玄 | 東吳大學校長 在台復校第十二任 2008年10月15日－2011年7月31日 | 繼任： 潘維大                      |
| 中華民國政府職務                   |                                                             |                                    |
| 行政院                             |                                                             |                                    |
| 前任： 劉兆玄                      | 國家科學委員會主任委員 第八任 1998年2月5日－2000年5月20日   | 繼任： 翁政義                      |
| 體育角色                           |                                                             |                                    |
| 中華職業棒球大聯盟                 |                                                             |                                    |
| 前任： 趙守博                      | 中華職業棒球大聯盟會長 第八任 2012年3月12日－2014年7月25日  | 繼任： 謝志鵬（代理） 正任：吳志揚 |